# Hermann Seiderer
Hermann Seiderer (* 21. September 1941 in München; † 2. September 2015 in Marktoberdorf) war ein deutscher Mediziner und Politiker. Er war Facharzt für Orthopädie und Sportmedizin sowie Mitglied der Bayernpartei (BP). Seiderer war von 1999 bis 2001 Vorsitzender der BP. Zudem war er Mitglied im Kreistag des Landkreises Ostallgäu und im Stadtrat von Marktoberdorf. Am 15. September 2013 wurde er in den schwäbischen Bezirkstag gewählt.